# Aizumi
Aizumi (jap. 藍住町 Aizumi-chō) – miasto w Japonii, na wyspie Sikoku, w prefekturze Tokushima. Według danych na rok 2020 miejscowość zamieszkiwało 35 246 mieszkańców , a gęstość zaludnienia wyniosła 2166,3 os./km².